# Ezüstcsíkos baglyocska
Az ezüstcsíkos baglyocska (Deltote bankiana)  a rovarok (Insecta) osztályának a lepkék (Lepidoptera) rendjéhez, ezen belül a bagolylepkefélék (Noctuidae) családjához tartozó faj.

## Elterjedése
A faj a mocsaras rétek, a vizes élőhelyek és a mocsári erdők jellegzetes lakója szinte egész Európában az Ibériai-félszigettől egészen Svédország déli részéig.

## Megjelenése
- lepke: szárnyfesztávolsága: 24–28 mm. Első szárnyai világosbarnák két paralel fehér vonallal, a hátsó szárnyak fehérek.
- hernyó:   zöld a tetején általában kissé sötétebb, az oldalsó vonalak sárgák.

## Életmódja
- nemzedék:   egyetlen nemzedéke májustól júliusig repül. Második generáció a kedvező éghajlati területeken lehet. A báb telel át, a bebábozódás a talaj és a gyepszint között zajlik le.
- hernyók tápnövényei: Poa fajok = perjefélék (Poa annua, Poa bulbosa), sás (Carex) és Palkafélék (Cyperus) fajok.

## Szinonimák
- Erastria argentula Hübner
- Erastria olivana Schiffermüller
- Eustrotia olivana Denis & Schiffermüller, 1775
- Eustrotia bankiana Fabricius
- Deltotes bankiana Fabricius, 1775

## Fordítás
- Ez a szócikk részben vagy egészben  a   Silbereulchen című német Wikipédia-szócikk fordításán alapul.  Az eredeti cikk szerkesztőit annak laptörténete sorolja fel. Ez a jelzés csupán a megfogalmazás eredetét és a szerzői jogokat jelzi, nem szolgál a cikkben szereplő információk forrásmegjelöléseként.